# Filippo Artelli
Filippo Artelli (Trieste, 6 marzo 1900 – Trieste, 6 dicembre 1977) è stato un imprenditore e politico italiano.